# BGL (Matra)
Pour les articles homonymes, voir BGL et Arcole.
Le terme BGL (aussi appelé Arcole) désigne une série de bombes guidées par laser, les BGL 250, BGL 400 et BGL 1000. Ce système d'armes est conçu par MATRA, le système de guidage laser étant produit par Thomson-CSF à partir de 1982.

## Historique
La société Matra développa à la fin des années 1970 un système d'armes à guidage laser, en relation avec Thomson-CSF et l'Aérospatiale. 
Thomson-CSF construit deux équipements, la nacelle Atlis, chargée de la poursuite et de l'illumination laser de la cible (sous l’autorité du Service technique de l'aéronautique) et l’autodirecteur semi-actif laser TMV 630 Eblis (sous l’autorité du Service technique des engins tactiques), un dérivé simplifié du modèle Ariel présent sur l’AS-30L. L'Aérospatiale a fourni un modèle de pile thermique, pour assurer l'alimentation électrique de l'engin au moment du tir, avec un minimum d'entretien pendant le stockage.
Cette arme entre en service dans l'Armée de l'air française en 1985 sur les Jaguar A, puis équipe aussi les Mirage F-1 CT et Mirage 2000 D,.
Plus de 800 BGL (1000, 400 et 250) ont été commandées par plusieurs pays. La charge peut être conventionnelle ou pénétrante pour l'attaque des bunkers.

## Caractéristiques
Les bombes guidées laser (BGL) Matra sont constituées d'un corps de bombe et de deux kits communs à l’ensemble de la famille. La partie avant de guidage comprend l’autodirecteur Eblis et le système de pilotage, l’ensemble de gouvernes avec les servomoteurs et la pile thermique. La partie arrière est formée d'une voilure, pour assurer la manœuvrabilité de la bombe. 
La portée maximale est de 7 km, avec un largage possible jusqu'à 50 m du sol. La BGL 1000 peut perforer 3 m de béton.
- BGL 1000 Arcole[7],[8]:

. masse de l'arme : 997 kg

. diamètre : 0,5 m

. longueur : 4 m

. envergure : 1,6 m
- BGL 400[9],[10]:

. masse de l'arme : 475 kg

. diamètre : 0,4 m

. longueur : 3,2 m

. envergure : 1,35 m
- BGL 250[8] :

. bombe guidée laser de 250 kg.

## Utilisateurs
- France
  - Dans le cadre de l'opération Daguet, Les Jaguar A français mettent en œuvre des BGL dans les derniers jours du la guerre du Golfe, notamment contre la base aérienne de Talil[11],[12].
  - L'Armée de l’air française en utilise lors de l'Opération Deny Flight lors de la guerre de Bosnie.
  - L'Armée de l'air française lance à partir de Mirages 2000D plus d'une centaine de BGL au cours de l'opération Trident au Kosovo en 1999[13].
- Inde

La Force aérienne indienne utilise des Mirage 2000H pour effectuer des frappes à l'aide de BGL sur des objectifs militaires pakistanais situés à haute altitude durant le conflit de Kargil en 1999.
- Irak

La Force aérienne irakienne (IQAF) déploie des BGL sur des Mirages F1 EQ.